# آنا موسر
آنا موسر (بالبرتغالية: Ana Moser) (14 أغسطس 1968 في البرازيل - ) هي لاعبة كرة طائرة برازيلية في مركز ضارب خارجي ‏. شاركت في الألعاب الأولمبية الصيفية 1988.

## وصلات خارجية
- آنا موسر على موقع أوليمبيديا (الإنجليزية)
- آنا موسر على موقع اللجنة الأولمبية البرازيلية (البرتغالية)